# Schuylkill County
Schuylkill County ist ein County im US-Bundesstaat Pennsylvania. Bei der Volkszählung im Jahr 2020 hatte das County 143.049 Einwohner und eine Bevölkerungsdichte von 75 Einwohner pro Quadratkilometer. Der Verwaltungssitz (County Seat) ist Pottsville.

## Geschichte

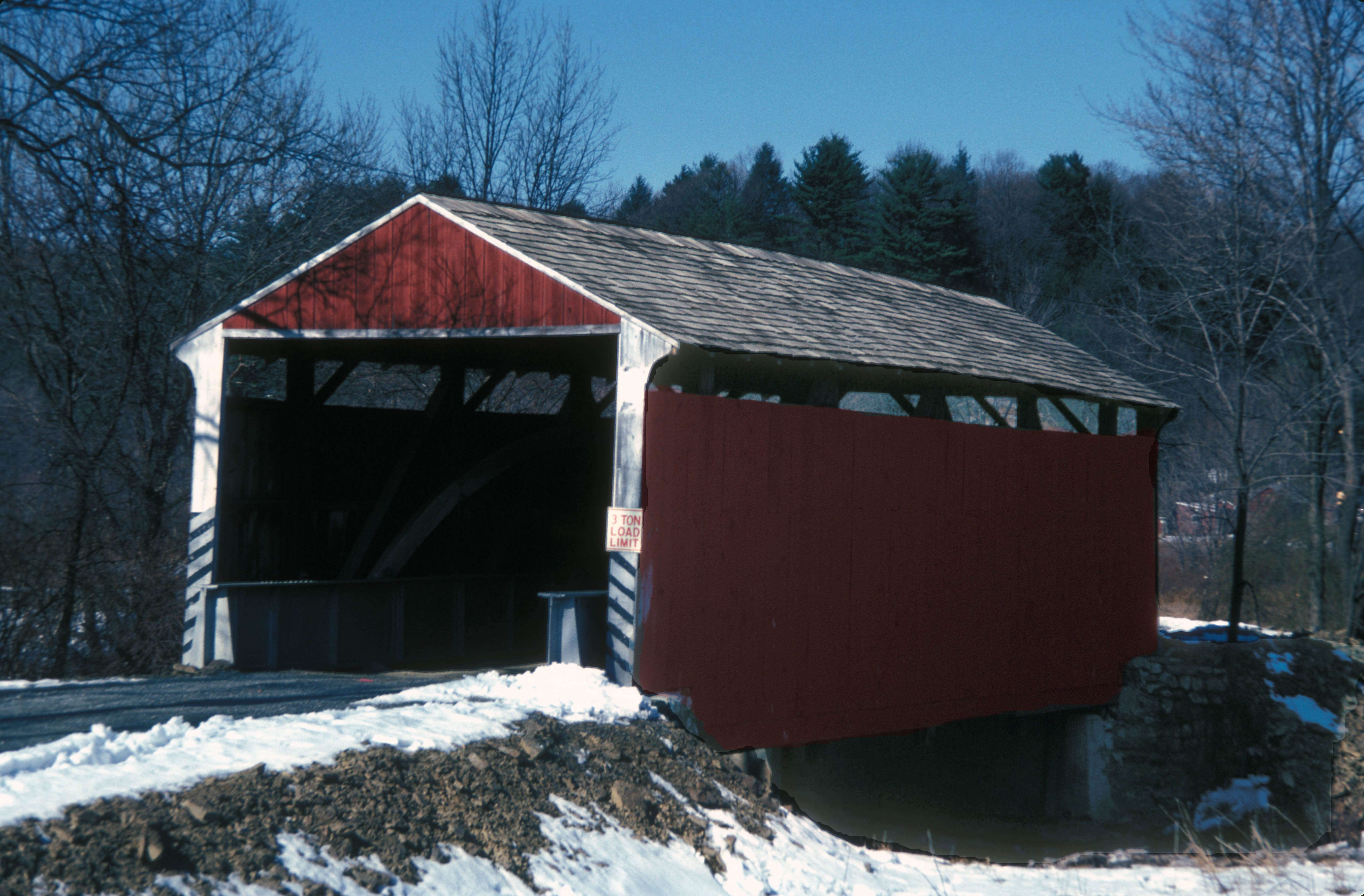
Die Schuylkill County Bridge No. 113 ist einer von 18 Einträgen des Countys im NRHP.

Das County wurde am 1. März 1811 gebildet und nach dem Schuylkill River benannt.
18 Bauwerke und Stätten des Countys sind im National Register of Historic Places (NRHP) eingetragen (Stand 24. Juli 2018).

## Geographie
Das County hat eine Fläche von 2027 Quadratkilometern, wovon 11 Quadratkilometer Wasserfläche sind.

## Städte und Gemeinden

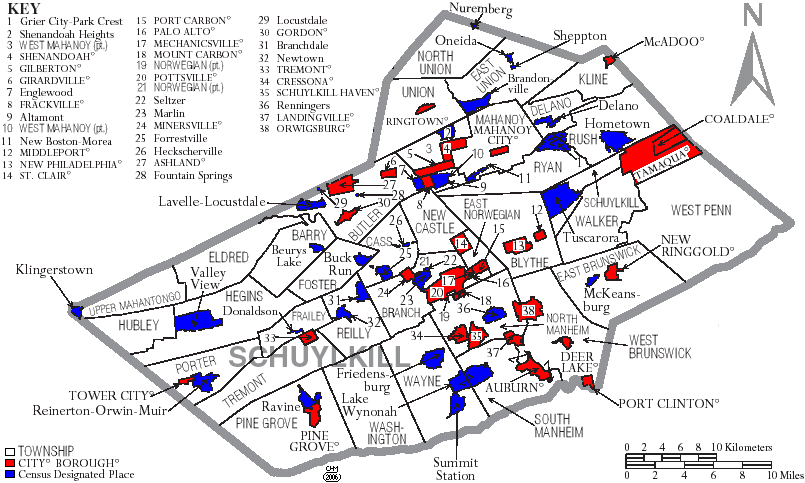
Karte des Schuylkill Countys

| - Altamont - Ashland - Auburn - Barry Township - Beurys Lake - Blythe Township - Branch Township - Branchdale - Brandonville - Buck Run - Butler Township - Cass Township - Coaldale - Cressona - Deer Lake - Delano - Delano Township - Donaldson - East Brunswick Township - East Norwegian Township - East Union Township - Eldred Township - Englewood - Forrestville - Foster Township - Fountain Springs - Frackville - Frailey Township - Friedensburg - Gilberton - Girardville - Gordon - Grier City-Park Crest | - Heckscherville - Hegins Township - Hometown - Hubley Township - Kline Township - Klingerstown - Lake Wynonah - Landingville - Lavelle-Locustdale - Mahanoy Township - Mahanoy City - Marlin - McAdoo - McKeansburg - Mechanicsville - Middleport - Minersville - Mount Carbon - New Boston-Morea - New Castle Township - New Philadelphia - New Ringgold - Newtown - North Manheim Township - North Union Township - Norwegian Township - Nuremberg - Oneida - Orwigsburg - Palo Alto - Pine Grove - Pine Grove Township - Port Carbon | - Port Clinton - Porter Township - Pottsville - Ravine - Reilly Township - Reinerton-Orwin-Muir - Renningers - Ringtown - Rush Township - Ryan Township - Schuylkill Township - Schuylkill Haven - Seltzer - Shenandoah - Shenandoah Heights - Sheppton - South Manheim Township - St. Clair - Summit Station - Tamaqua - Tower City - Tremont - Tremont Township - Tuscarora - Union Township - Upper Mahantongo Township - Valley View - Walker Township - Washington Township - Wayne Township - West Brunswick Township - West Mahanoy Township - West Penn Township |